# Communauté de communes des Pays du Sel et du Vermois
La communauté de communes des Pays du Sel et du Vermois est une communauté de communes française, située dans le département de Meurthe-et-Moselle en région Grand Est.

## Historique
- Le 9 décembre 1964, les 4 communes de Dombasle-sur-Meurthe, Rosières-aux-Salines, Saint-Nicolas-de-Port et Varangéville créent le « district urbain de l’agglomération de Saint Nicolas de Port ».
- Le 29 décembre 1995, les communes d'Azelot, Coyviller et Manoncourt-en-Vermois adhèrent au district.
- Le 19 août 1998, la commune de Burthecourt-aux-Chênes intègre le district.
- Le 21 décembre 1998, la commune de Sommerviller rejoint le district.
- Le 13 juillet 2001, le district urbain de l'agglomération de Saint-Nicolas-de-Port est transformé en la « Communauté de communes des Pays du Sel et du Vermois ».
- Le 5 avril 2002, la commune d'Hudiviller adhère à la communauté de communes, portant celle-ci à 10 communes.
- Le 1er janvier 2014, la communauté de communes des Pays du Sel et du Vermois est étendue aux communes de Lupcourt, Saffais et Ville-en-Vermois, précédemment dans la communauté de communes du Saintois au Vermois, désormais dissoute[1].
- Le 1er janvier 2017, elle est étendue aux communes de Crévic (issue de la communauté de communes du Pays du Sânon) et de Ferrières et Tonnoy (issues de la communauté de communes du Bayonnais).

## Territoire communautaire

### Composition
La communauté de communes est composée des 16 communes suivantes :

| Nom                          | Code Insee | Gentilé        | Superficie (km2) | Population (dernière pop. légale) | Densité (hab./km2) |
| ---------------------------- | ---------- | -------------- | ---------------- | --------------------------------- | ------------------ |
| Dombasle-sur-Meurthe (siège) | 54159      | Dombaslois     | 11,21            | 9 528 (2022)                      | 850                |
| Azelot                       | 54037      |                | 4,75             | 417 (2022)                        | 88                 |
| Burthecourt-aux-Chênes       | 54108      |                | 5,59             | 153 (2022)                        | 27                 |
| Coyviller                    | 54141      |                | 4,53             | 156 (2022)                        | 34                 |
| Crévic                       | 54145      | Crevicois      | 10,69            | 944 (2022)                        | 88                 |
| Ferrières                    | 54192      |                | 6,25             | 344 (2022)                        | 55                 |
| Hudiviller                   | 54269      | Hudivillois    | 2,99             | 316 (2022)                        | 106                |
| Lupcourt                     | 54330      | Loups/Louves   | 6,94             | 416 (2022)                        | 60                 |
| Manoncourt-en-Vermois        | 54345      | Manoncourtois  | 6,68             | 338 (2022)                        | 51                 |
| Rosières-aux-Salines         | 54462      | Rosiérois      | 26,95            | 2 814 (2022)                      | 104                |
| Saffais                      | 54468      |                | 4,04             | 106 (2022)                        | 26                 |
| Saint-Nicolas-de-Port        | 54483      | Portois        | 8,23             | 7 363 (2022)                      | 895                |
| Sommerviller                 | 54509      | Sommervillois  | 3,81             | 1 002 (2022)                      | 263                |
| Tonnoy                       | 54527      | Tonnagiens     | 12,35            | 651 (2022)                        | 53                 |
| Varangéville                 | 54549      | Varangévillois | 12,04            | 3 555 (2022)                      | 295                |
| Ville-en-Vermois             | 54571      | Fraimbois      | 10,53            | 595 (2022)                        | 57                 |

### Démographie
| 1968   | 1975   | 1982   | 1990   | 1999   | 2009   | 2014   | 2020   |
| ------ | ------ | ------ | ------ | ------ | ------ | ------ | ------ |
| 27 062 | 28 077 | 28 537 | 28 535 | 28 392 | 29 908 | 29 520 | 29 012 |

## Administration

### Siège
Le siège de la communauté de communes est situé à Dombasle-sur-Meurthe.

### Les élus
Le conseil communautaire de la communauté de communes se compose de 44 conseillers, élus pour une durée de six ans.
Ils sont répartis comme suit :
| Nombre de conseillers | Communes               |
| --------------------- | ---------------------- |
| 13                    | Dombasle-sur-Meurthe   |
| 10                    | Saint-Nicolas-de-Port  |
| 5                     | Varangéville           |
| 4                     | Rosières-aux-Salines   |
| 1 (+1 suppléant)      | les 12 autres communes |

### Présidence
| Période                                  | Période       | Identité      | Étiquette | Qualité                                     |
| ---------------------------------------- | ------------- | ------------- | --------- | ------------------------------------------- |
| Les données manquantes sont à compléter. |               |               |           |                                             |
|                                          | 17 avril 2014 | Robert Blaise | PS        | Maire de Dombasle-sur-Meurthe (1989 → 2014) |
| 17 avril 2014 (Réélu en 2020)            | En cours      | David Fischer | SE        | Maire de Dombasle-sur-Meurthe (depuis 2014) |

### Régime fiscal et budget
Le régime fiscal de la communautéde communes est la fiscalité professionnelle unique (FPU).